# Diego Hurtado de Mendoza (poet și diplomat)

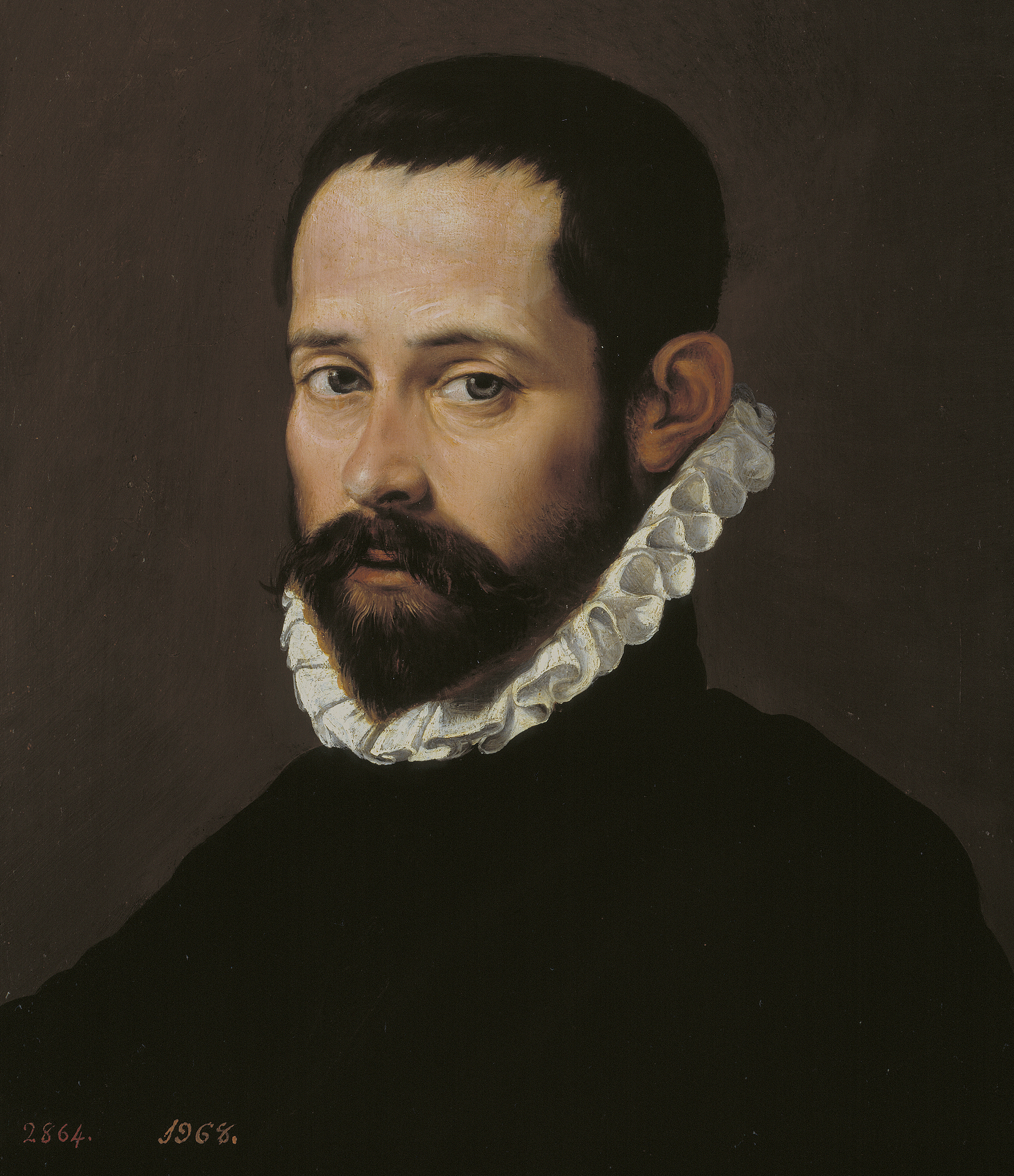
Diego Hurtado de Mendoza

Diego Hurtado de Mendoza (n. 1503 - d. 14 august 1575) a fost un poet, romancier, diplomat și istoric spaniol.
A scris o poezie umanistă în tradiția versului castilian și a formelor liricii italiene.
Proza sa istorică are ca model opera clasicilor Salustiu și Tacit și relevă un stil remarcabil.

## Scrieri
- 1627: Războiul Granadei ("La guerra de Granada")
- Hipómenes
- Atlanta
- Epistolă către Boscán ("Epistola a Boscán").

Hurtado de Mendoza este și presupusul autor al romanului picaresc El Lazarillo de Tormes.